# 24 часа Дейтоны
«24 часа Дейтоны» («24 часа Дайтоны», англ. 24 Hours of Daytona, также используется спонсорское название Rolex 24 at Daytona) — 24-часовая гонка на выносливость, проводимая ежегодно на автодроме Daytona International Speedway в Дейтона-Бич, штат Флорида. Она проходит на комбинированной дорожной трассе длиной в 5,728 км, которая включает в себя основную часть (три овала), известного по гонкам NASCAR, и дорожный участок в инфилде. С момента основания она традиционно проводится в последние выходные января или первые выходные февраля, в рамках Speedweeks, и является первой из главных и крупных автомобильных гонок в США. Входит в состав чемпионат IMSA по гонкам на спорткарах, являясь его стартовым этапом и главным событием сезона. В гонке принимают участие спортпрототипы и автомобили Gran Turismo.
Гонка за время своего существования сменила несколько названий. С 1991 года Rolex SA стала главным спонсором гонки, сменив Sunbank (ныне SunTrust Banks), который в свою очередь сменил Pepsi в 1984 году. Победители во всех классах получают стальные часы Rolex Cosmograph.
В 2006 году гонка прошла на неделю раньше в январе, во избежание пересечения с Супербоулом, который, в свою очередь, переместился несколько лет назад на неделю вперёд. Таким образом, два события обменялись датами.

## Начало
В 1962 году, через несколько лет после сооружения трека, была проведена трёхчасовая гонка спортивных автомобилей. Известный также как Daytona Continental, он считался новым Международным чемпионатом FIA для GT.
Первую гонку выиграл Дэн Герни на Lotus 19 с 2,7-литровым двигателем Coventry Climax. Его соперниками были многочисленные Porsche 718, но эти 1600-кубовые машины были слишком слабы для относительно коротких и быстрых гонок.
В 1964 году дистанция соревнований была увеличена до 2000 км (1220 миль), то есть до удвоенной дистанции классических 1000 км гонок на Нюрбургринге, Спа и Монце. Дистанция составляла примерно половину того, что проходили в «24 часах Ле-Мана», и примерно соответствовала дистанции «12 часов Себринга», что проходят там же во Флориде несколькими неделями позже. Начиная с 1966 года гонка в Дейтоне стала проводиться в течение 24 часов, как в Ле-Мане.

## История гонки
Цель гонок на выносливость — определить экипаж, который сможет проехать наибольшую дистанцию за определённый промежуток времени. Гонка в Дейтоне проводится на полностью закрытой трассе в пределах овала, без использования городских улиц. Используется большая часть крутого овального круга (в дальнейшем «бэнкинг»), который прерывается апексом на задней прямой и быстрой секцией инфилда (внутри поля), включающей две шпильки. Гонка проводится зимой, когда ночи особенно длинны. Освещение установлено по периметру трека, для обеспечения возможности гонок в ночное время, хотя инфилд освещён не так хорошо, как сам овал. Однако общее освещение даёт около 20 %, а остальная часть имеет неплохое освещение схожее с уличным.
В прошлом, чтобы получить классификацию автомобиль должен пересечь линию финиша по истечении 24 часов своим ходом, что приводило к драматическим ситуациям, когда повреждённый автомобиль часами ждал в боксах или на обочине, недалеко от финиша, затем запускал двигатель и ползком пересекал линию финиша в последний раз, чтобы финишировать по истечении 24 часов и получить классификацию, что лучше дисквалификации с формулировкой DNF (Did Not Finish). В ходе первой гонки 1962 Daytona Continental (тогда ещё 3 часа, а не 24) машина Герни лидировала по пройденной дистанции, когда двигатель Лотуса вышел из строя, и припарковался на вершине бэнкинга перед финишной линией. Когда закончились три часа, Герни провёл машину ещё несколько футов через финиш (возможно только с помощью энергии стартера), не только зафиксировав позицию, но и фактически выиграв гонку.
После проигрыша Форду в 1966 году и в Дейтоне, и в Ле-Мане, Феррари привели к финишу парадным строем три машины в 1967. Чтобы отпраздновать победу над соперником на его домашней гонке, Феррари назвал один из дорожных автомобилей с двигателем V12 Феррари Дейтона. В других классах успех праздновали следующие экипажи: в двухлитровом «Гранд-Туринге» первенствовали Джек Райан и Билл Бенкер на Porsche 911 (9-е место в абсолюте), другой Porsche 911 под управлением Джорджа Дролсома и Гарольда Уильямсона взял аналогичную категорию «Туринг». В классе «Туринг» для машин с объёмом двигателя свыше двух литров победили Пол Ричардс и Рэй Куомо на «Форд Мустанг», а в аналогичном «Туринге» выиграли Дана Келдер и Ара Дьюб на Triumph TR4.
В 1968 году настала очередь Порше праздновать тройную победу. После того как Герхард Миттер потерпел аварию из-за разрыва покрышки на овале, его напарник Рольф Штоммелен присоединился к экипажу Вика Элфорда и Йохена Ниирпаша. Когда автомобиль Йо Зифферта и Ханса Херрмана, долго лидировавших, опустился на второе место из-за технических проблем, оба пилота присоединились к новым лидерам. Таким образом, Порше привела на высшую ступень подиума пять из восьми своих гонщиков, да ещё Жо Шлессер и Джо Бузетта на третьем месте, и лишь Миттер выбыл.
В 1972 году из-за энергетического кризиса гонка была сокращена до 6 часов, а в 1974 году отменена целиком.
В 1982 году, после постоянного нахождения в составе чемпионата мира спортивных автомобилей, гонка вышла из серии, которую, стремясь снизить затраты, решили проводить только в Европе и на более коротких дистанциях. Сама гонка стала частью IMSA GT.
В 70-х команды увеличили свои экипажи до трёх пилотов. А сейчас выступают нередко четыре или пять гонщиков, когда машины становятся подобием «такси» для менее удачливых членов команды. Победители 1997 привели на подиум сразу 7 гонщиков.

## Прототипы
После проблем с правами с IMSA в 1990-х, гонка в Дейтоне вошла в состав серии ГрандАм (GrandAm), соперника Американской Серии Ле-Ман, которая, как гласит её имя, использует тот же регламент, что и Серия Ле-Ман, а также «24 часа Ле-Мана», хотя сам Ле-Ман не входит в календарь АЛМС. А серия GrandAm, наоборот имеет тесные связи с NASCAR и акцентируется на контроле расходов и плотности состязаний.
Новый регламент, призванный сделать гонки более дешёвыми, был введён в 2002 году. Регламент прототипов исходил из гонки в Дейтоне, и требовал использования менее дорогих материалов и технологий, а также упрощённой аэродинамики с целью уменьшения затрат на разработку и доводку автомобиля.
Шасси производятся специализированными фирмами, вроде Riley, Doran, Fabcar и Crawford, по заказам команд, а двигатели известны под марками производителей, вроде Pontiac, Lexus и Porsche. В отличие от других серий машины именуются по формуле «двигатель-шасси» (например «Lexus-Riley»), так как производители шасси GrandAm малоизвестны и не выпускают дорожных машин. Изменения 2007 года позволяют производство специализированного шасси только для одной модели, для поощрения появления прототипов, именуемых гоночными версиями дорожных машин.
С 2017 года на смену прототипам Дейтоны в качестве высшего класса соревнований пришли международные прототипы Дейтоны (DPi), основанные на использовании стандартных шасси класса LMP2 со специально подготовленными моторами крупных производителей (Acura, Cadillac, Mazda, Nissan). С 2023 года в качестве высшего класса гонки, как и всего чемпионата IMSA по гонкам на спорткарах, используется класс, вернувший название GTP (Grand Touring Prototypes), использовавшееся в 1980-х годах. В него допускаются прототипы, подготовленные по требованиям LMDh и LMH.
Кроме того, к участию в гонке допускаются прототипы класса LMP2 (с 2019 года — как отдельный класс, ранее принимали участие в классе прототипов Дейтоны), а в 2021—2023 гг. — также класса LMP3. В обоих случаях обязательно присутствие в экипаже гонщиков-любителей.

## GT в Дейтоне
Исторически класс GT в Дейтоне (GT Daytona, GTD) был ближе к дорожным машинам, чем где-либо ещё, приближаясь к классу GT3. К примеру, используется более стандартная кубковая версия Porsche 996, взамен гоночных версий RS/RSR. Также среди недавних участников Дейтоны можно назвать BMW M3, Corvette, Mazda RX-8 и Pontiac GTO.R.
С целью уменьшения расходов регламент GT позволял использовать навесные панели, схожие с серийными (новая Mazda, к примеру, или Infiniti G35). Эти правила напоминали старые спецификации GTO, но с большими ограничениями. Допущение каркасно-панельной конструкции автомобилей позволяет уменьшить затраты — особенно после аварий, когда команды могут восстановить автомобиль к следующей гонке без особых финансовых потерь, или модифицировать его, но за исключением случаев, когда автомобиль списывается или подходит к концу гоночный сезон.
С 2014 года класс GT Daytona был ограничен только машинами спецификации GT3. После создания чемпионата IMSA по гонкам на спорткарах в «24 часа Дейтоны» допускались также машины класса GT Endurance, того же, что использовался в «24 часах Ле-Мана» (LM GTE). С 2022 года допускаются только машины GT3, разделённые на классы GTD Pro, для полностью профессиональных экипажей, и GTD.

## Статистика
Наиболее часто побеждали в Дейтоне Порше (20 побед как машина и двигатель). Спорткары базировались на моделях 911, 935 и 996. Среди остальных победителей:
- 5 побед: Ferrari '63, '64, '67, '72, '98, Ford '62, '65, '66, '97, '99
- 2 победы: Chevrolet '69, '01, Jaguar '88, '90, Lexus '06, '07, Nissan '92, '94, Pontiac '04, '05
- 1 победа: BMW '75, Toyota '93, Oldsmobile '96, Dodge Viper '00

### Победители в общем зачёте
| Год                     | Дата                | Пилоты                                                                                               | Команда                              | Машина                         | Дистанция       | Чемпионат                                         |
| 3-часовая гонка         | 3-часовая гонка     | 3-часовая гонка                                                                                      | 3-часовая гонка                      | 3-часовая гонка                | 3-часовая гонка | 3-часовая гонка                                   |
| ----------------------- | ------------------- | --- | ------------------------------------ | ------------------------------ | --------------- | ------------------------------------------------- |
| 1962                    | 11 февраля          | Дэн Герни                                                                                            | Frank Arciero                        | Lotus 19B-Coventry Climax      | 502.791 км      | World Sportscar Championship                      |
| 1963                    | 17 февраля          | Педро Родригес                                                                                       | North American Racing Team           | Ferrari 250 GTO                | 494.551 км      | World Sportscar Championship                      |
| 2000-километровая гонка |                     | |                                      |                                |                 |                                                   |
| 1964                    | 16 февраля          | Педро Родригес Фил Хилл                                                                              | North American Racing Team           | Ferrari 250 GTO                | -               | World Sportscar Championship                      |
| 1965                    | 28 февраля          | Кен Майлз Ллойд Раби                                                                                 | Shelby-American Inc.                 | Ford GT40 Mk.II                | -               | World Sportscar Championship                      |
| 24-часовая гонка        |                     | |                                      |                                |                 |                                                   |
| 1966                    | 5 февраля 6 февраля | Кен Майлз Ллойд Раби                                                                                 | Shelby-American Inc.                 | Ford GT40 Mk. II               | 4157.222 км     | World Sportscar Championship                      |
| 1967                    | 4 февраля 5 февраля | Лоренцо Бандини Крис Эймон                                                                           | SpA Ferrari SEFAC                    | Ferrari 330 P4                 | 4083.646 км     | World Sportscar Championship                      |
| 1968                    | 3 февраля 4 февраля | Вик Элфорд Йохен Неерпаш Рольф Штоммелен Йо Зифферт Ханс Херрман                                     | Porsche System Engineering           | Porsche 907LH                  | 4126.567 км     | World Sportscar Championship                      |
| 1969                    | 1 февраля 2 февраля | Марк Донохью Чак Парсонс                                                                             | Roger Penske Sunoco Racing           | Lola T70 Mk.3B-Chevrolet       | 3838.382 км     | World Sportscar Championship                      |
| 1970                    | 31 января 1 февраля | Педро Родригес Лео Киннунен Брайан Редман                                                            | J.W. Engineering                     | Porsche 917K                   | 4439.279 км‡    | World Sportscar Championship                      |
| 1971                    | 30 января 31 января | Педро Родригес Джеки Оливер                                                                          | J.W. Automotive Engineering          | Porsche 917K                   | 4218.542 км     | World Sportscar Championship                      |
| 6-часовая гонка         |                     | |                                      |                                |                 |                                                   |
| 1972                    | 5 февраля 6 февраля | Марио Андретти Жаки Икс                                                                              | SpA Ferrari SEFAC                    | Ferrari 312 PB                 | 1189.531 км     | World Sportscar Championship                      |
| 24-часовая гонка        |                     | |                                      |                                |                 |                                                   |
| 1973                    | 3 февраля 4 февраля | Питер Грегг Харли Хайвуд                                                                             | Brumos Porsche                       | Porsche Carrera RSR            | 4108.172 км     | World Sportscar Championship                      |
| 1975                    | 1 февраля 2 февраля | Питер Грегг Харли Хайвуд                                                                             | Brumos Porsche                       | Porsche Carrera RSR            | 4194.015 км     | World Sportscar Championship IMSA GT Championship |
| 1976                    | 31 января 1 февраля | Питер Грегг Брайан Редман Джон Фицпатрик                                                             | BMW of North America                 | BMW 3.0 CSL                    | 3368.035 км     | IMSA GT Championship                              |
| 1977                    | 5 февраля 6 февраля | Харли Хайвуд Джон Грейвс Дэйв Хелмик                                                                 | Ecurie Escargot                      | Porsche Carrera RSR            | 4208.499 км     | World Championship of Makes IMSA GT Championship  |
| 1978                    | 4 февраля 5 февраля | Питер Грегг Рольф Штоммелен Тони Хеземанс                                                            | Brumos Porsche                       | Porsche 935/77                 | 4202.319 км     | World Championship of Makes IMSA GT Championship  |
| 1979                    | 3 февраля 4 февраля | Харли Хейвуд Тед Филд Дэнни Онгейс                                                                   | Interscope Racing                    | Porsche 935/79                 | 4227.039 км     | World Sportscar Championship IMSA GT Championship |
| 1980                    | 2 февраля 3 февраля | Рольф Штоммелен Вулкерт Мерл Рейнхолд Йост                                                           | L&M Joest Racing                     | Porsche 935J                   | 4418.615 км     | World Sportscar Championship IMSA GT Championship |
| 1981                    | 31 января 1 января  | Бобби Рейхол Брайан Редман Боб Гаррестон                                                             | Garretson Racing/Style Auto          | Porsche 935 K3                 | 4375.355 км     | World Sportscar Championship IMSA GT Championship |
| 1982                    | 30 января 31 января | Джон Пол-ст. Джон Пол-мл. Рольф Штоммелен                                                            | JLP Racing                           | Porsche 935 JLP-3              | 4443.334 км     | IMSA GT Championship                              |
| 1983                    | 5 февраля 6 февраля | Эй-Джей Фойт Престон Хенн Боб Воллек Клод Баллот-Лена                                                | Henn’s Swap Shop Racing              | Porsche 935L                   | 3819.167 км     | IMSA GT Championship                              |
| 1984                    | 4 февраля 5 февраля | Сарел ван дер Мерве Тони Мартин Грэм Даксбери                                                        | Kreepy Krauly Racing                 | March 83G-Porsche              | 3986.023 км     | IMSA GT Championship                              |
| 1985                    | 2 февраля 3 февраля | Эй-Джей Фойт Боб Воллек Эл Анзер-ст. Тьерри Бутсен                                                   | Henn’s Swap Shop Racing              | Porsche 962C                   | 4027.673 км     | IMSA GT Championship                              |
| 1986                    | 1 февраля 2 февраля | Ал Холберт Дерек Белл Эл Анзер-мл.                                                                   | Löwenbräu Holbert Racing             | Porsche 962C                   | 4079.236 км     | IMSA GT Championship                              |
| 1987                    | 31 января 1 февраля | Ал Холберт Дерек Белл Чип Робинсон Эл Анзер-мл.                                                      | Löwenbräu Holbert Racing             | Porsche 962C                   | 4314.136 км     | IMSA GT Championship                              |
| 1988                    | 30 января 31 января | Рауль Бойзель Мартин Брандл Джон Нильсен Ян Ламмерс                                                  | Castrol Jaguar Racing (TWR)          | Jaguar XJR-9                   | 4170.905 км     | IMSA GT Championship                              |
| 1989                    | 4 февраля 5 февраля | Джон Андретти Дерек Белл Боб Уоллек                                                                  | Miller/BFGoodrich Busby Racing       | Porsche 962C                   | 3557.873 км†    | IMSA GT Championship                              |
| 1990                    | 3 февраля 4 февраля | Дэйви Джонс Ян Ламмерс Энди Уоллес                                                                   | Castrol Jaguar Racing (TWR)          | Jaguar XJR-12D                 | 4359.970 км     | IMSA GT Championship                              |
| 1991                    | 2 февраля 3 февраля | Харли Хайвуд «Джон Уинтер» Франк Джелински Анри Пескароло Боб Воллек                                 | Joest Racing                         | Porsche 962C                   | 4119.341 км     | IMSA GT Championship                              |
| 1992                    | 1 февраля 2 февраля | Масахиро Хасеми Кадзуёси Хосино Тосио Судзуки                                                        | Nissan Motorsports Intl.             | Nissan R91CP                   | 4365.700 км     | IMSA GT Championship                              |
| 1993                    | 30 января 31 января | Пи-Джей Джонс Марк Дизмор Рокки Моран                                                                | All American Racers                  | Eagle MkIII-Toyota             | 3999.027 км     | IMSA GT Championship                              |
| 1994                    | 5 февраля 6 февраля | Пол Джентилоцци Скотт Пруэтт Батч Лейтзингер Стив Миллен                                             | Cunningham Racing                    | Nissan 300ZX                   | 4050.090 км     | IMSA GT Championship                              |
| 1995                    | 4 февраля 5 февраля | Юрген Лессинг Кристоф Бушю Джованни Лаваджи Марко Вернер                                             | Kremer Racing                        | Kremer K8 Spyder-Porsche       | 3953.192 км     | IMSA GT Championship                              |
| 1996                    | 3 февраля 4 февраля | Уэйн Тейлор Скотт Шарп Джим Пейс                                                                     | Doyle Racing                         | Riley & Scott MkIII-Oldsmobile | 3993.298 км     | IMSA GT Championship                              |
| 1997                    | 1 февраля 2 февраля | Роб Дайсон Джеймс Уивер Батч Лейтзингер Энди Уоллас Джон Пол-мл. Эллиотт Форбс-Робинсон Джон Шнайдер | Dyson Racing                         | Riley & Scott MkIII-Ford       | 3953.192 км     | IMSA GT Championship                              |
| 1998                    | 31 января 1 февраля | Мауро Бальди Ари Лёйендейк Джанпьеро Моретти Дидье Тейс                                              | Doran-Moretti Racing                 | Ferrari 333 SP                 | 4073.507 км     | U.S. Road Racing Championship                     |
| 1999                    | 30 января 31 января | Эллиотт Форбс-Робинсон Батч Лейтзингер Энди Уоллас                                                   | Dyson Racing Team Inc.               | Riley & Scott MkIII-Ford       | 4056.319 км     | U.S. Road Racing Championship                     |
| 2000                    | 5 февраля 6 февраля | Оливье Беретта Доминик Дюпюи Карл Вендлингер                                                         | Viper Team Oreca                     | Dodge Viper GTS-R              | 4142.258 км     | Rolex Sports Car Series                           |
| 2001                    | 3 февраля 4 февраля | Рон Феллоуз Крис Кнейфель Франк Фреон Джонни О'Коннелл                                               | Corvette Racing                      | Chevrolet Corvette C5-R        | 3758.398 км     | Rolex Sports Car Series                           |
| 2002                    | 2 февраля 3 февраля | Дидье Тейс Фреди Линхард Макс Папис Мауро Бальди                                                     | Doran Lista Racing                   | Dallara SP1-Judd               | 4102.153 км     | Rolex Sports Car Series                           |
| 2003                    | 1 февраля 2 февраля | Кевин Бакклер Майкл Шром Тимо Бернхард Йорг Бергмайстер                                              | The Racer's Group                    | Porsche 911 GT3-RS             | 3981.839 км     | Rolex Sports Car Series                           |
| 2004                    | 31 января 1 февраля | Кристиан Фиттипальди Терри Боршеллер Форест Барбер Энди Пилгрим                                      | Bell Motorsports                     | Doran JE4-Pontiac              | 3013.98 км†     | Rolex Sports Car Series                           |
| 2005                    | 5 февраля 6 февраля | Макс Анджелелли Уэйн Тейлор Эммануэль Коллар                                                         | SunTrust Racing                      | Riley MkXI-Pontiac             | 4068.300 км†    | Rolex Sports Car Series                           |
| 2006                    | 28 января 29 января | Скотт Диксон Дэн Уэлдон Кейси Мирз                                                                   | Target Ganassi Racing                | Riley MkXI-Lexus               | 4205.82 км      | Rolex Sports Car Series                           |
| 2007                    | 27 января 28 января | Хуан Пабло Монтойя Сальвадор Дуран Скотт Пруэтт                                                      | Telmex Ganassi Racing                | Riley MkXI-Lexus               | 3826.972 км     | Rolex Sports Car Series                           |
| 2008                    | 26 января 27 января | Хуан Пабло Монтойя Дарио Франкитти Скотт Пруэтт Мемо Рохас                                           | Telmex Ganassi Racing                | Riley MkXI-Lexus               | 3981.839 км     | Rolex Sports Car Series                           |
| 2009                    | 24 января 25 января | Дэвид Донохью Антонио Гарсия Дарен Лоу Бадди Райс                                                    | Brumos Racing                        | Riley MkXI-Porsche             | 4211.009 км     | Rolex Sports Car Series                           |
| 2010                    | 30 января 31 января | Жуан Барбоза Терри Боршеллер Райан Дальзиэль Майк Рокенфеллер                                        | Action Express Racing                | Riley MkXI-Porsche             | 4326.15 км      | Rolex Sports Car Series                           |
| 2011                    | 29 января 30 января | Джоуи Хэнд Грэм Рейхол Скотт Пруэтт Мемо Рохас                                                       | Telmex Chip Ganassi Racing           | Riley MkXX-BMW                 | 4125.60 км      | Rolex Sports Car Series                           |
| 2012                    | 28 января 29 января | Эй-Джей Олмендингер Освальдо Негри Джон Пью Джастин Уилсон                                           | Telmex Chip Ganassi Racing           | Riley MkXXVI-Ford              | 4359.97 км      | Rolex Sports Car Series                           |
| 2013                    | 26 января 27 января | Хуан Пабло Монтойя Чарли Кимболл Скотт Пруэтт Мемо Рохас                                             | Chip Ganassi Racing                  | Riley MkXXVI-BMW               | 4062.05 км      | Rolex Sports Car Series                           |
| 2014                    | 25 января 26 января | Жуан Барбоза Кристиан Фиттипальди Себастьен Бурде                                                    | Action Express Racing                | Coyote-Corvette DP             | 3981.83 км†     | United SportsCar Championship                     |
| 2015                    | 24 января 25 января | Скотт Диксон Тони Канаан Кайл Ларсон Джейми Макмюррей                                                | Chip Ganassi Racing                  | Riley MkXXVI-Ford              | 4239.65 км      | United SportsCar Championship                     |
| 2016                    | 30 января 31 января | Эд Браун Йоханнес ван Овербик Скотт Шарп Пипо Дерани                                                 | Tequila Patrón ESM                   | Ligier JS P2-Honda             | 4216.739 км     | Чемпионат IMSA по гонкам на спорткарах            |
| 2017                    | 28 января 29 января | Макс Анжелелли Джефф Гордон Джордан Тейлор Рики Тейлор                                               | Wayne Taylor Racing                  | Cadillac DPi-V.R               | 3776.07 км      | Чемпионат IMSA по гонкам на спорткарах            |
| 2018                    | 27 января 28 января | Жуан Барбоза Филипе Албукерке Кристиан Фиттипальди                                                   | Mustang Sampling Racing              | Cadillac DPi-V.R               | 4629.84 км      | Чемпионат IMSA по гонкам на спорткарах            |
| 2019                    | 26 января 27 января | Джордан Тэйлор Фернандо Алонсо Ренгер ван дер Занже Камуи Кобаяси                                    | Wayne Taylor Racing                  | Cadillac DPi-V.R               | 3236.52 км†     | Чемпионат IMSA по гонкам на спорткарах            |
| 2020                    | 25 января 26 января | Райан Бриско Скотт Диксон Камуи Кобаяси Ренгер ван дер Занде                                         | Wayne Taylor Racing                  | Cadillac DPi-V.R               | 4772.48 км      | Чемпионат IMSA по гонкам на спорткарах            |
| 2021                    | 30 января 31 января | Филипе Албукерке Элио Кастроневес Александр Росси Рики Тэйлор                                        | Wayne Taylor Racing                  | Acura ARX-05                   | 4623.52 км      | Чемпионат IMSA по гонкам на спорткарах            |
| 2022                    | 29 января 30 января | Том Блумквист Элио Кастроневес Оливер Джарвис Симон Пажено                                           | Meyer Shank Racing w/ Curb-Agajanian | Acura ARX-05                   | 4359.97 км      | Чемпионат IMSA по гонкам на спорткарах            |
| 2023                    | 28 января 29 января | Том Блумквист Колин Браун Элио Кастроневес Симон Пажено                                              | Meyer Shank Racing w/ Curb-Agajanian | Acura ARX-06                   | 4486.01 км      | Чемпионат IMSA по гонкам на спорткарах            |
| 2024                    | 27 января 28 января | Дейн Кэмерон Мэтт Кэмпбелл Фелипе Наср Джозеф Ньюгарден                                              | Porsche Penske Motorsport            | Porsche 963                    | 4531.85 км      | Чемпионат IMSA по гонкам на спорткарах            |
| 2025                    | 25 января 26 января | Фелипе Наср Ник Тэнди Лауренс Вантор                                                                 | Porsche Penske Motorsport            | Porsche 963                    | 4475,14 км      | Чемпионат IMSA по гонкам на спорткарах            |

Примечание:
† — Гонка была прервана либо из-за аварии, либо из-за погодных условий.